# Kümmelsuppe
Als Kümmelsuppe bezeichnet man Suppen, die stark mit Kümmel gewürzt werden.
In der österreichischen Küche ist Kümmelsuppe eine einfache Einmachsuppe, die gewöhnlich nur aus Einbrenne, Salz, Kümmel und Wasser (oder Brühe) gekocht wird. Meist reicht man Schwarzbrotschnitten oder geröstete Brotwürferln dazu.

## Geschichte
Frühe deutsche Aufzeichnungen von Suppen mit Kümmel können bis ins 16. Jahrhundert nachgewiesen werden. Im Jahr 1546 beschreibt das Kreuter Bůch des Hieronymus Bock:
„Etliche backen kymmel im brot, andere machen suppen darmit, etliche rühren dem kymmel in die milch zu den zygern und kesen.“
Im Kindermutter oder Hebammen Buch aus dem Jahr 1652 wird Kümmel in der Pflege der Wöchnerinnen empfohlen, unter anderem auch in Suppen und Speisen.
Seit Jahrhunderten gibt es in deutschen Kochbüchern verschiedene Abwandlungen von Kümmelsuppen mit unterschiedlichen Einlagen, auch als legierte Kümmelsuppen mit Eigelb und Sahne u. a. m.

## Varianten
- Eine Wassersuppe aus Schwarzbrot, Wasser und Kümmelsamen, welche zu einer breiigen Suppe gekocht werden. Anschließend passiert man diese durch ein Sieb und bindet die Suppe mit Butter, Eigelb oder Sahne.[8]
- Eine Wassersuppe aus heller Mehlschwitze und Wasser. Nach der halben Garzeit gibt man verschiedene zerkleinerte Wurzelgemüse hinzu, und gart diese darin, bis eine feinsämige Konsistenz erreicht ist. Abschließend wird die Suppe passiert. Typische Gewürze sind Kümmel, Salz, Pfeffer und Petersilie. Daneben röstet man Schwarzbrotscheiben, gibt diese in eine Suppenterrine oder den Tellern und gießt die Suppe darüber.